# بیگم‌پوره
بیگم‌پوره (به انگلیسی: Begampura) یک منطقهٔ مسکونی در پاکستان است که در پنجاب واقع شده‌است.